# Nico Bloem
Nico Bloem (* 2. Juni 1994 in Weener) ist ein deutscher Politiker (SPD) und direkt gewählter Abgeordneter des 19. Niedersächsischen Landtags.

## Leben und Politik
Bloem wuchs als Sohn eines Maurers als jüngstes von fünf Geschwistern auf. Er ging bis 2010 auf die Realschule Weener, auf der er 2010 den Realschulabschluss erreichte. 2011 begann er eine Ausbildung als Konstruktionsmechaniker mit Einsatzgebiet Schiffbau auf der Meyer Werft, die er 2014 erfolgreich abschloss. Anschließend übernahm ihn die Meyer Werft, wo er seitdem als Schiffbauer tätig war.
Bloem ist hier auch gewerkschaftlich tätig, so war er von 2012 bis 2018 Jugend- und Auszubildendenvertreter auf der Meyer Werft und ist dort seit 2018 Betriebsratsvorsitzender. Er ist Mitglied der IG Metall.
Der SPD trat Bloem 2013 bei. Seit der Kommunalwahl 2016 ist er Mitglied des Stadtrates Weener und war von 2016 bis 2021 3. stellvertretender Bürgermeister der Stadt Weener. Im Anschluss an die Kommunalwahl 2021 wurde er  1. stellvertretender Bürgermeister der Stadt Weener und ist Mitglied im Kreistag Leer sowie seit Januar 2022 Vorsitzender des SPD-Stadtverbandes Weener.
Bei der Landtagswahl in Niedersachsen 2022 bewarb er sich für die SPD um das Direktmandat im Wahlkreis Leer/Borkum und errang es mit 42,7 % vor der Kandidatin der CDU, die 24,5 % erreichte. Er stand zudem auf Platz 70 der Landesliste.